# 草刈隆継
草苅 隆継（くさかり たかつぐ）は、江戸時代前期の武士。毛利氏の家臣で長州藩士。草苅氏は美作国の国人で、父は草苅重継（福岡重継）。兄に就継。

## 生涯
慶長9年（1604年）、毛利氏家臣の草苅重継（福岡重継）の次男として生まれる。
父・重継は毛利輝元に気に入られていたため、重継の子たちも輝元に可愛がられ、隆継も幼い頃より毛利秀就・就隆兄弟の御遊伽にしばしば召し出されていた。この縁もあり、慶長16年（1611年）1月11日、就隆の加冠状を受けて元服し、就隆から「隆」の偏諱を与えられて「隆継」と名乗った。
元和2年（1616年）4月25日に父・重継が死去すると秀就に側近として召し出され、少知行を与えられる。その後、秀就、綱広の二代に仕え、寛文4年（1664年）4月19日に死去。享年61。子の継義が後を継いだ。